# さざ波通信
さざ波通信（さざなみつうしん）は、自称日本共産党内部の左派反対派の党員が1999年2月14日に開設したウェブサイト。副題は「日本共産党と現代日本政治を考えるサイト」。

## 概要
日本共産党の不破哲三・志位和夫指導部が、党の革命的伝統や階級的原則を裏切っているとの認識に立ち、日本共産党の革命的再生を目指した。「さざ波通信」のウェブサイトでは「このホームページは、複数の現役の日本共産党員によって開設され運営されるもので、日本共産党の政策、綱領、規約、歴史、理論、政治行動、イデオロギーについて、および現代日本政治における日本共産党の役割、位置、課題について、批判的見地から検討し議論するサイトです。」と掲示されている。
日本共産党中央委員会は、2000年10月20日のしんぶん赤旗で「党攻撃」であると批判し、「さざ波通信」への投稿者は「ＨＰ上の反党分子」とされて党から除籍されるなどした。これに対して「さざ波通信」側は「「党中央批判」を「党攻撃」にすりかえる詭弁」、「反動的なＨＰ統制・弾圧反則行為に」と反論した。
ウェブサイト内での「さざ波通信」の発行自体は、2004年4月の第37号で停止しているが、党員・非党員の掲示板はその後も更新され続けていた。
2016年7月31日、同日をもってウェブサイト更新を停止することを表明した。2019年3月サーバーのヤフー・ジオシティーズのサービス終了で完全に消滅した。

## 関連書籍
- 「日本共産党の戦後秘史」（兵本達吉） - 「さざ波通信」を紹介している[5]。

## 参照
1. ↑  「『さざ波通信』と称するインターネット上のホームページにおける、党攻撃について」しんぶん赤旗、2000年10月20日
2. ↑  ホームページで始まった日本共産党の“レッドパージ”[リンク切れ]（黒坂真）- 日本共産党による「さざなみ通信」関係者への処分を「日本共産党指導部による党員への言論抑圧」と批判した
3. ↑  インターネットＨＰ攻撃政党 ＨＰ掲示板発言者摘発・査問・粛清政党 - 「さざなみ通信」の立場による、日本共産党からの批判への反論
4. ↑  更新終了にあたって 2016/7/31
5. ↑  日本共産党の戦後秘史 195ページ